# Courtney Nagle
Courtney Nagle (født 29. september 1982) er en professionel tennisspiller fra USA. 
Courtney Nagle højeste rangering på WTA single rangliste var som nummer 541, hvilket hun opnåede 6. august 2007. I double er den bedste placering nummer 97, hvilket blev opnået 20. april 2009. 